# François Watteau
François Louis Joseph Watteau, detto Watteau di Lille (Valenciennes, 18 agosto 1758 – Lilla, 1º dicembre 1823), è stato un pittore francese.

## Biografia
François era figlio di Louis Joseph Watteau e Agnès Dandoy, mentre suo nonno era Noël Joseph Watteau (1689-1756), fratello di Jean Antoine, anch'egli pittore.
Formatosi dal padre a Lilla, poi a Parigi con Louis Jean-Jacques Durameau e all'Académie royale de peinture dal 1775 al 1782, fornisce disegni alla Galerie des modes et costumes français prima di tornare a Lilla. Nel 1802 espone due Battaglie d'Alessandro al Salon di Parigi, ma non riscuotono il favore della critica. Dal 1806 smette di dipingere, ma continua a disegnare, producendo un considerevole corpus di opere grafiche.
Professore alla scuola di disegno di Lilla, fu poi dal 1796 professore alla Scuola centrale del Nord, nell'ex convento dei Recolletti, in rue des Arts. Dal 1808 al 1823 fu conservatore aggiunto del Museo delle belle arti di Lilla.
Sebbene non fosse un artista molto prolifico, il suo lavoro era molto vario e comprendeva soggetti diversi come scene d'attualità, scene militari, scene religiose e ritratti.

## Opere nelle collezioni pubbliche
In Francia
- Lilla, museo dell'Hospice Comtesse:
  - La Braderie, 1799-1800, olio su tela;
  - La Processione di Lilla, 1801, olio su tela;
  - La festa del Broquelet, 1803 circa, olio su tela;
- Lilla, palazzo delle belle arti:
  - La morte di Socrate, 1780, olio su tela;
  - Festa al Colosseo, 1789 circa, olio su tela;
  - La sconfitta di Poro per mano di Alessandro, 1802, olio su tela;
  - La sconfitta di Dario per mano di Alessandro, 1802, olio su tela;
- Valenciennes, museo delle belle arti:
  - La Tempesta, olio su tela;
  - La battaglia delle piramidi, 1798-1799, olio su tela;
  - L'Assedio di Beauvais del 1472, 1799, olio su tela;

In Polonia
- Varsavia, Palazzo di Wilanów: Assemblea in un parco, olio su tela.

## Galleria d'immagini

Opere di François Watteau
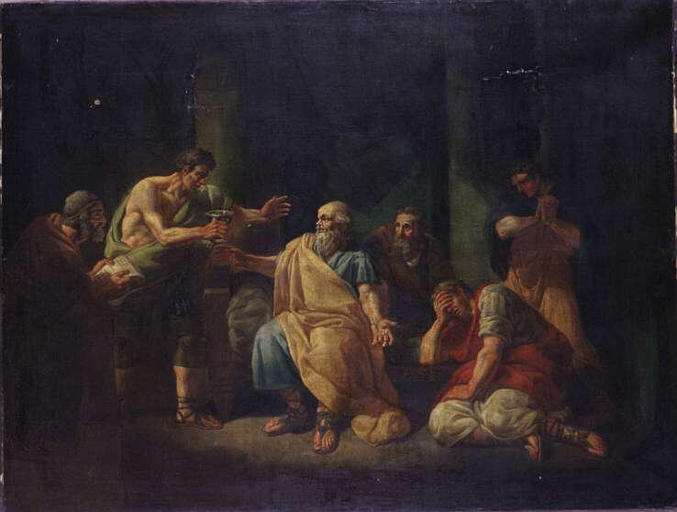
La morte di Socrate (1780), Lilla, Palazzo delle Belle Arti.
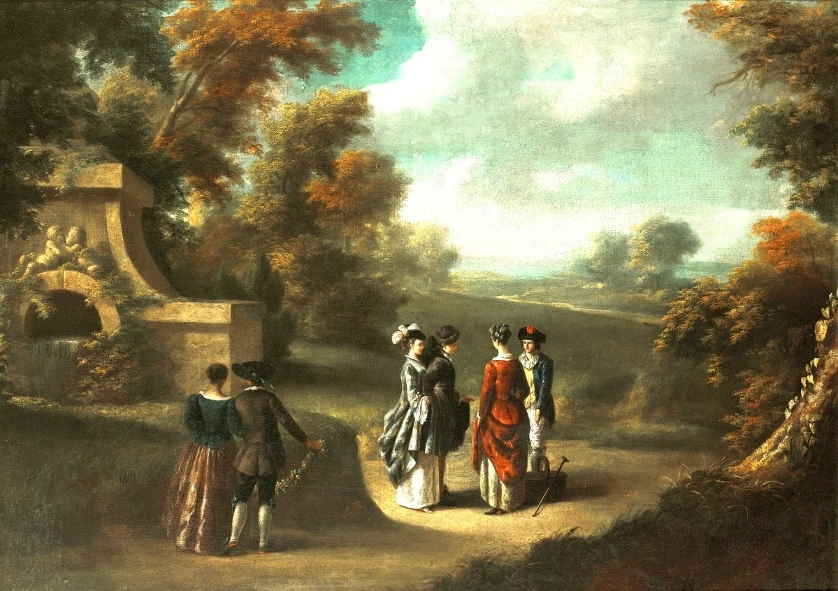
Assemblea in un parco, Varsavia, Palazzo di Wilanów.
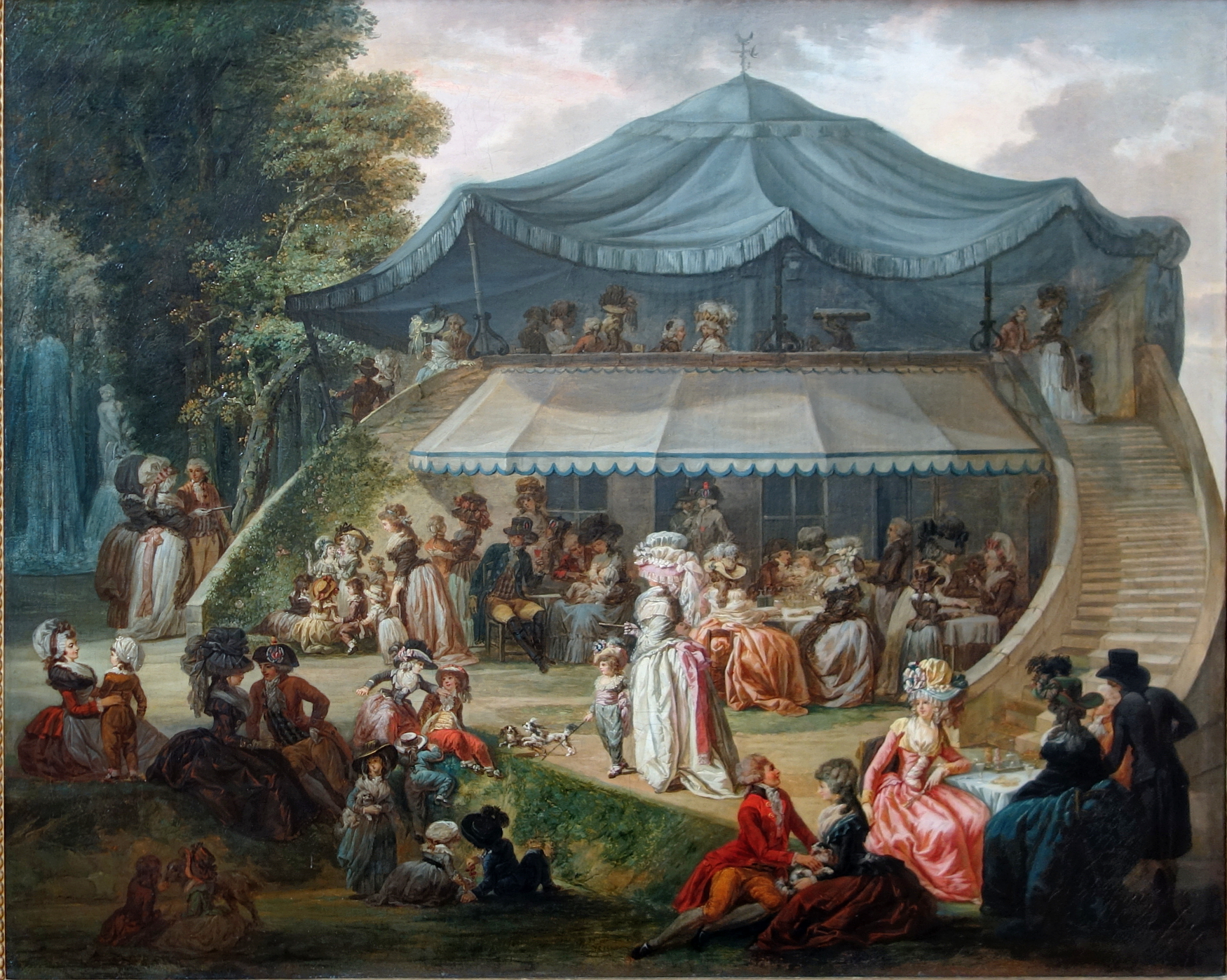
Una festa al Colosseo (intorno al 1789), Lilla, Palazzo delle belle arti.
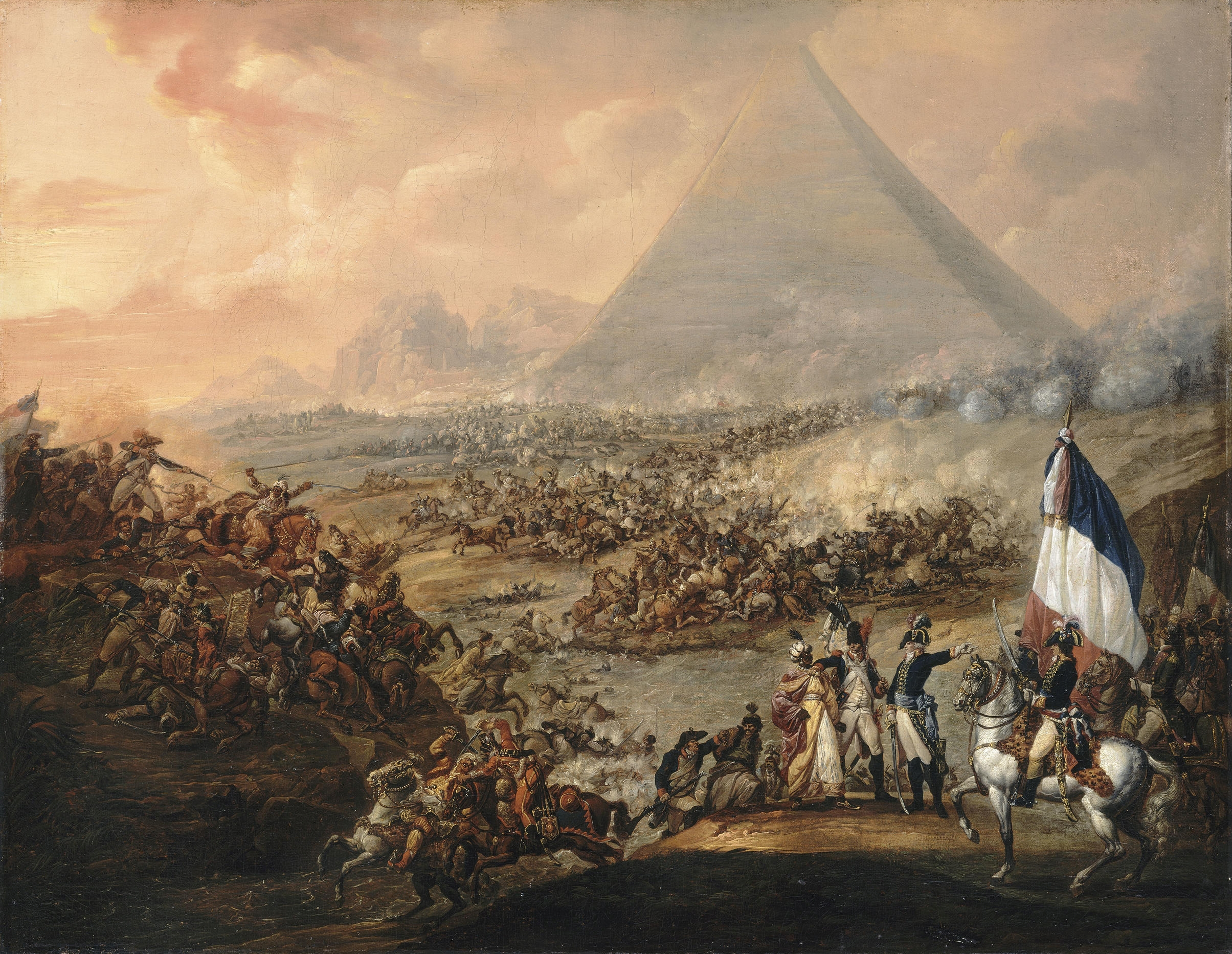
La battaglia delle piramidi (1798-1799), Valenciennes, Museo delle Belle Arti.
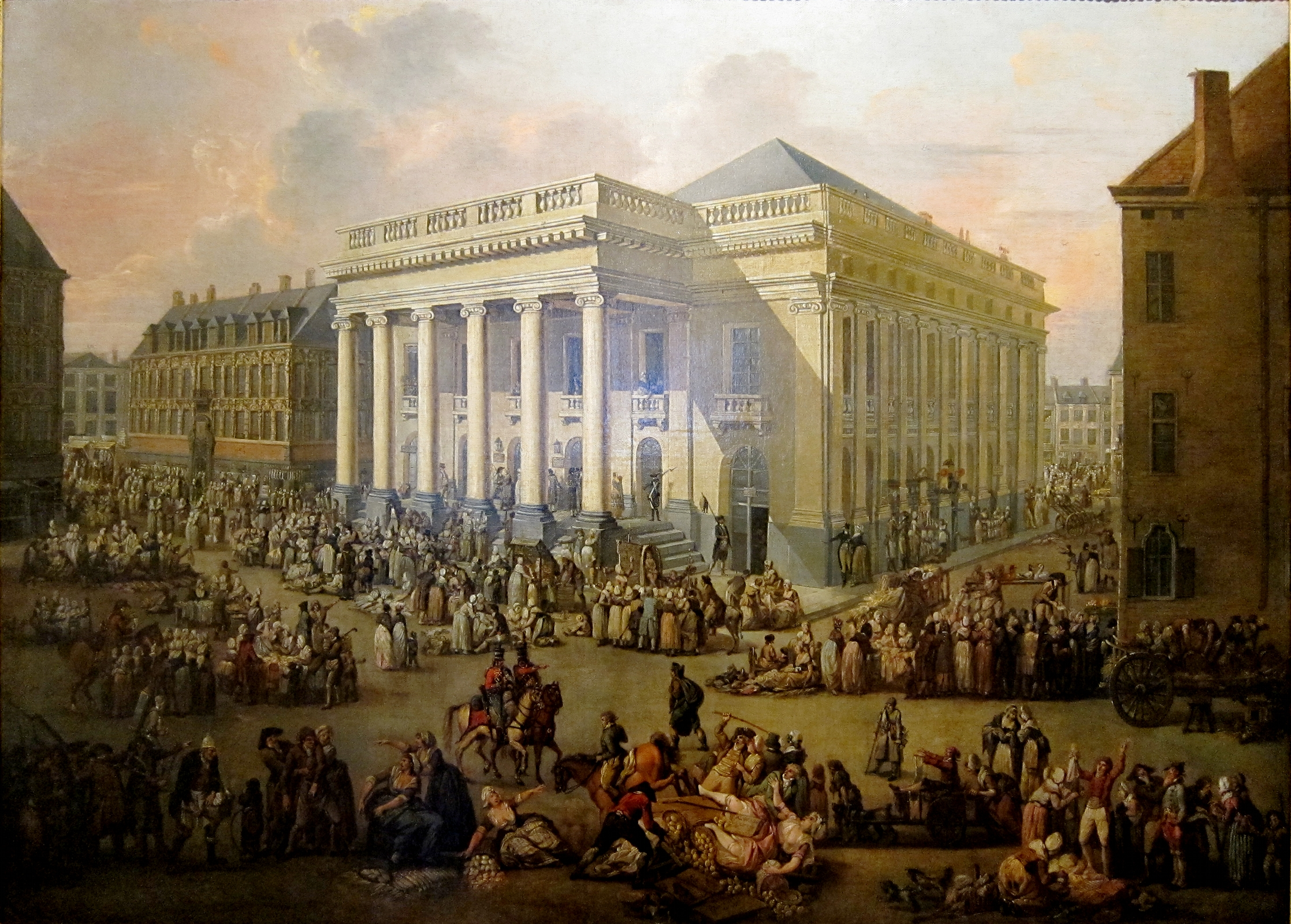
La Braderie (1799-1800), Lilla, Museo dell’Hospice Comtesse.